# كريستيان الثاني ملك الدنمارك
كريستيان الثاني (1 يوليو 1481 - 25 يناير 1559)؛ كان ملكًا إسكندنافيًا تحت اتحاد كالمار الذي حكم كملك الدنمارك والنرويج منذ عام 1513 حتى عام 1523، والسويد منذ عام 1520 حتى عام 1521، وأيضا منذ عام 1513 حتى عام 1523 اعتبر في نفس الوقت دوق شليسفيغ وهولشتاين بالمناصفة مع عمه فريدريك.
بصفته ملكًا حاول كريستيان الحفاظ على اتحاد كالمار بين الدول الاسكندنافية مما دفعه إلى الحرب مع السويد المتمردة، والتي استمرت بين عامي 1518 و1523، وعلى الرغم من أنه استولى على البلاد في عام 1520، إلا أن المذبحة اللاحقة للنبلاء السويديين البارزين ورجال الكنيسة وغيرهم، والمعروفة باسم مجزرة ستوكهولم، تسببت في ثورة شعبية ضد حكمه بالسويد، مما أدى إلى عزله خلال تمرد قاده النبيل وملك السويد لاحقًا غوستاف فاسا، حاول أيضا إدخال إصلاح جذري للدولة الدنماركية في عامي 1521 و1522، والذي كان من شأنه أن يعزز حقوق عامة الناس على حساب النبلاء ورجال الدين، ثار النبلاء ضده في عام 1523، وتم نفيه إلى هولندا، وتنازل عن العرش الدنماركي لصالح عمه فريدريك، مع 1531 بعد محاولته في استعادة العرش تم القبض عليه واحتجازه في الأسر لبقية حياته، أولاً في قلعة سوندربورغ ثم في قلعة كالوندبورغ لاحقًا، حاول أنصاره إعادته إلى السلطة أثناء نفيه وسجنه، لكنهم هُزموا بشكل حاسم خلال عداوة الكونت مع عام 1536. توفي كريستيان في كالوندبورغ عام 1559 سجيناً.
تزوج كريستيان من إيزابيلا النمساوية حفيدة ماكسيميليان الأول الإمبراطور الروماني المقدس وشقيقة شارلكان منذ عام 1515، وأنجبت له 3 أبناء.

## مناصب
تولى منصب ملكية النرويج، وMonarch of Denmark ‏.

## جوائز
حصل على جوائز منها:
- فارس الصوف الذهبي.